# ليف يوهانسن
ليف يوهانسن هو بروفيسور واقتصادي وسياسي نرويجي، ولد في 11 مايو 1930، وتوفي في 29 ديسمبر 1982. نشط حزبياً في Communist Party of Norway ‏.